# 交叉手指

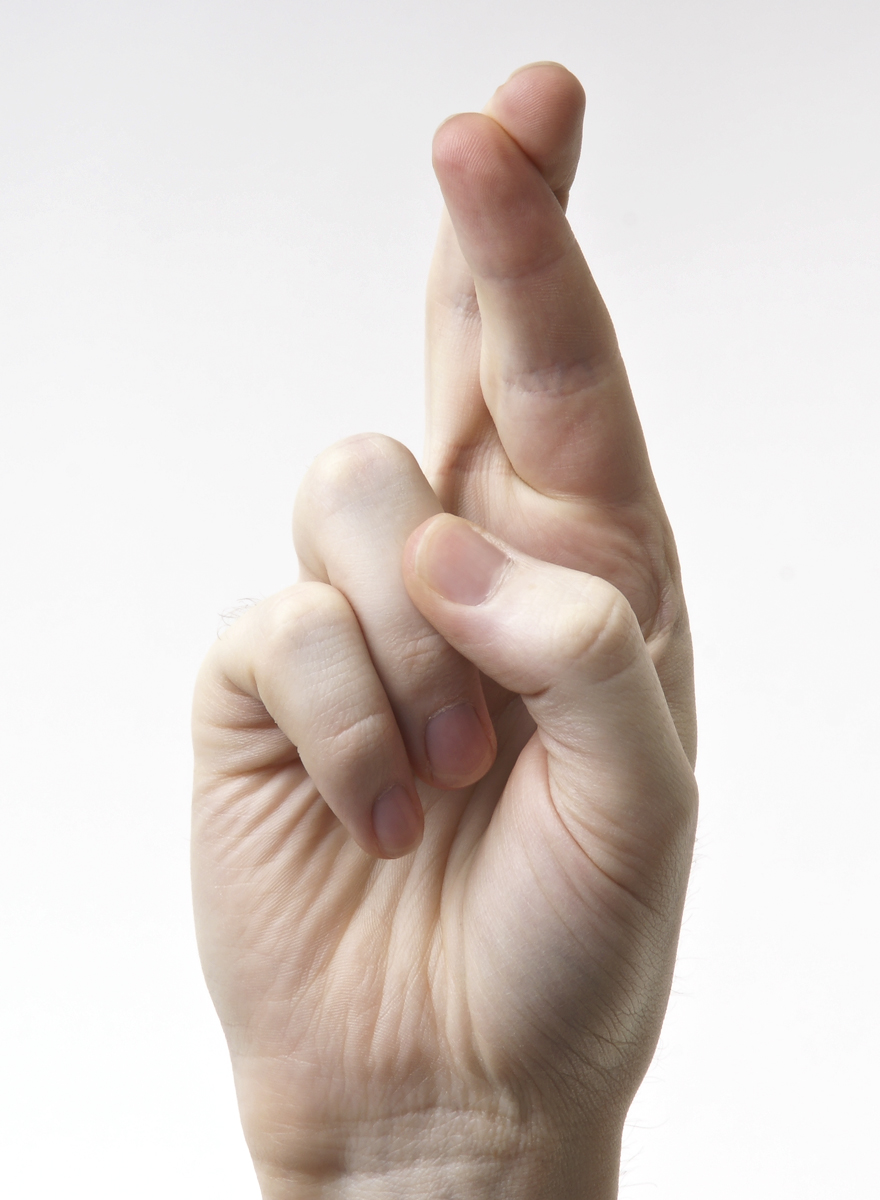
交叉手指

交叉手指是一種通常用來祈求好運的手勢。有時它被解釋為試圖祈求上帝的保護。手勢由常見的表達方式交叉手指、保持手指交叉或只是手指交叉來指代。交叉手指的行為主要屬於基督教。這個手勢最早的使用是兩個人用食指交叉形成一個十字架。
孩子們經常認為使用手勢是說善意謊言的藉口。類似的想法是交叉手指會使做出的承諾無效。

## 表情符號
可以用U+1F91E 🤞 HAND WITH INDEX AND MIDDLE FINGERS CROSSED ，HTML：&#129310;來在文字訊息中表示交叉手指。該符號於 2016 年被批准為 Unicode 9.0 的一部分，並於 2016 年添加到 Emoji 3.0 中。

## 起源
摩西律法的法庭經常會用「願上帝庇佑你之靈魂」這句話來作出判決，以重申上帝對法律的至高權威。大多數法官認為，雖然他們可以對一個人判處死刑，但他們個人沒有權力毀滅靈魂，只有上帝才有權力這樣做。因此，一些法官在說出這句話時會交叉手指，因為他們對罪犯的靈魂表示擔憂，也是因為他們把這句話(願上帝庇佑你之靈魂)說成是祈禱。人們還認為，在基督教的早期，人們用它來向他人表明他們的信仰。
手勢的常見用法可以追溯到基督教會的早期，而且可能更早。基督徒會交叉手指以祈求與真十字架相關的力量，例如像是祝福。在 16 世紀的英格蘭，人們用手指交叉或畫十字來驅邪，在人們咳嗽或打噴嚏的時候也會。

## 例外

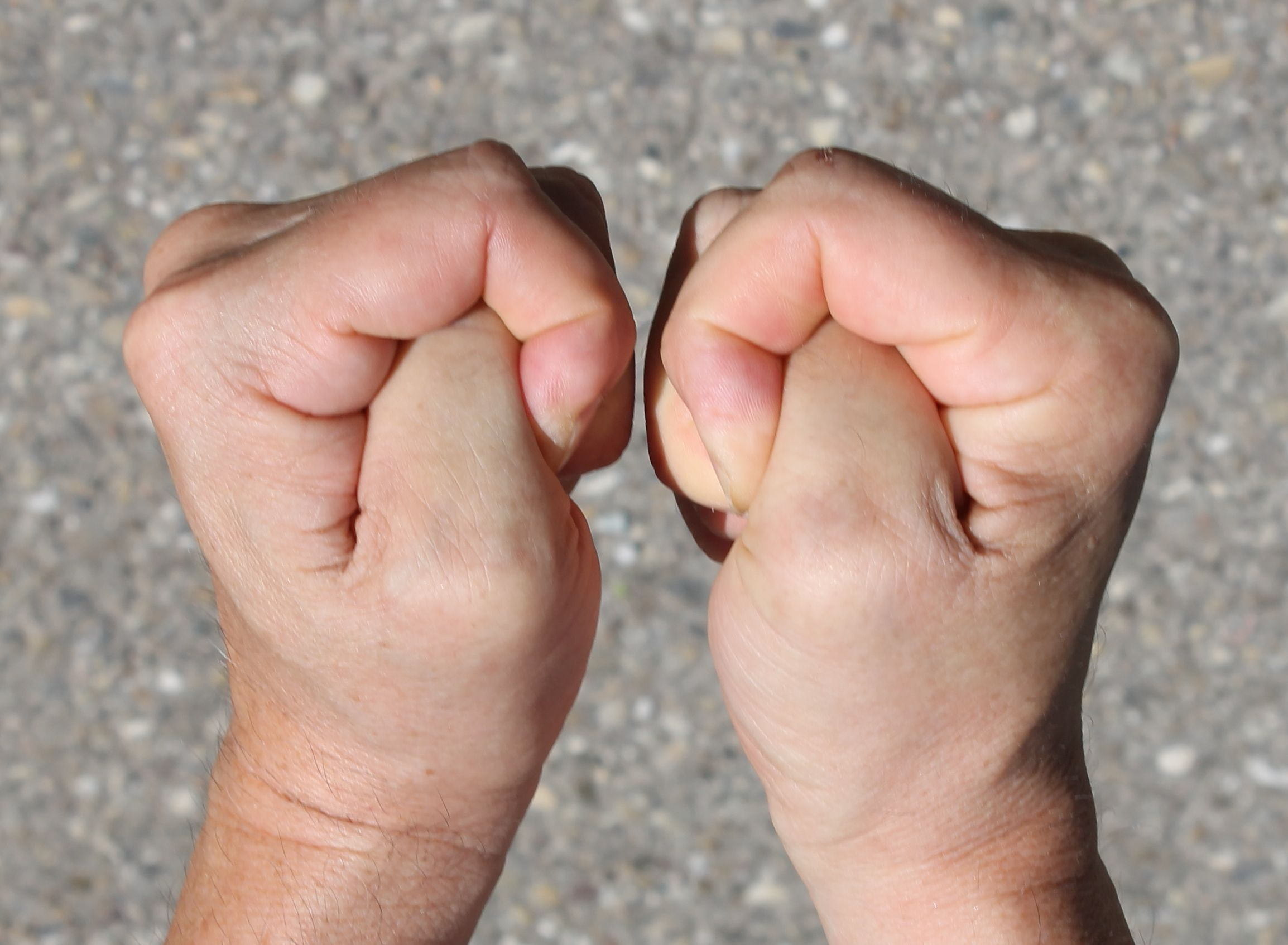
在德語國家以及瑞典和拉脫維亞，以握住拇指來祈求好運

在越南，這種手勢被認為是粗魯的，尤其是對另一個人比的時候。這個手勢意指女性的生殖器，就相當於西方文化中的豎中指。
在德語國家以及瑞典和拉脫維亞，這個手勢是撒謊的標誌。 取而代之的是，祈求好運的手勢是握住拇指。波蘭、捷克共和國、斯洛伐克、保加利亞和前南斯拉夫共和國等許多斯拉夫國家都使用相同的手勢。在南非，講南非荷蘭語的人也有相關的短語“duim vashou”，意思是“緊緊握住拇指”。